# Weiterbildungsdatenbank Saar
Die Weiterbildungsdatenbank Saar wurde unter der Federführung der Arbeitskammer des Saarlandes (AK) in Kooperation mit dem Deutschen Forschungszentrum für künstliche Intelligenz (DFKI) im Rahmen des SaarLernNetzes entwickelt und ist seit 2021 im Weiterbildungsportal Saarland aufgegangen. Das SaarLernNetz ist eines von über 70 Netzwerken, die im Programm „Lernende Regionen – Förderung von Netzwerken“ des Bundesministeriums für Bildung und Forschung aus Mitteln des Bundes und des europäischen Sozialfonds (EU) gefördert wurden.
Die Förderung der Projektphase des SaarLernNetzes, in dessen Rahmen die Weiterbildungsdatenbank Saar entwickelt wurde, begann im November 2002 und endete im Mai 2006. Seit dem 1. Juni 2006 betrieb die Arbeitskammer des Saarlandes die Datenbank als Herausgeberin im Regelbetrieb weiter. Die technische Betreuung wurde weiterhin vom Deutschen Forschungszentrum für künstliche Intelligenz gewährleistet. Seit Anfang 2015 wurde die technische Betreuung und Weiterentwicklung der Weiterbildungsdatenbank Saar vom offiziellen Spin-off des Forschungszentrums, der Minervis GmbH, sichergestellt.

## Start der Weiterbildungsdatenbank Saar
Die Weiterbildungsdatenbank Saar ging nach dreijähriger Entwicklungsdauer am 7. September 2005 an den Start. Aus diesem Anlass fand im Haus der Beratung der Arbeitskammer in Saarbrücken eine feierliche Auftaktveranstaltung statt. Zu den Festrednern gehörten der damalige saarländische Bildungsminister Jürgen Schreier, der Vorsitzende der Geschäftsführung des DFKI Wolfgang Wahlster und der Vorstandsvorsitzende der Arbeitskammer Hans Peter Kurtz. Die Datenbank enthielt zu diesem Zeitpunkt rund 2500 Angebote von 87 regionalen Bildungsanbietern.
Die Weiterbildungsdatenbank Saar war fester Bestandteil der Weiterbildungsberatung der Arbeitskammer des Saarlandes. Die Nutzung der Datenbank war für Anbieter und Nutzer kostenlos.

## Aktueller Stand (Stand 24. Oktober 2024)
Im Jahr 2013 wurden die Verträge zwischen den ursprünglichen Entwicklungspartnern, dem DFKI und der AK, in beidseitigem Einvernehmen aufgelöst, und die Datenbank wechselte vollständig zur Arbeitskammer des Saarlandes. Den technischen Support übernahm im Auftrag der Arbeitskammer die Minervis GmbH. Die Datenbank wurde daraufhin stark überarbeitet und weiter ausgebaut. Heute existiert die „Weiterbildungsdatenbank Saar“ in der Ausgangsform nicht mehr. Der komplette Datenbestand wurde ins neue „Weiterbildungsportal Saarland“ übernommen, das im Mai 2021 live ging. Nach einer Übergangszeit, in der die alte Weiterbildungsdatenbank noch als Backend zur Einpflege der Kurs- und Anbieterdaten für das neue Portal genutzt wurde, wurde die „Weiterbildungsdatenbank Saar“ schließlich Anfang 2022 vom Netz genommen. Das „Weiterbildungsportal Saarland“ ist ein Kooperationsprojekt des saarländischen Ministeriums für Wirtschaft, Innovation, Digitales und Energie, des Ministeriums für Bildung und Kultur und der Arbeitskammer des Saarlandes, das auf Initiative des „Zukunftsbündnisses Fachkräfte Saar“ ins Leben gerufen wurde. Die Datenbank wird bei der AK gehostet. Die Leitung des Projektes liegt bei der Arbeitskammer.